# Břetislav Vachala
Břetislav Vachala (27. července 1952 Jaroměř – 24. června 2020 Praha) byl český egyptolog, arabista a diplomat.
Vyrůstal v Hradci Králové. O starověký Egypt se zajímal již od dětství. V letech 1970–1975 vystudoval na Filozofické fakultě Univerzity Karlovy egyptologii a arabštinu. Devět měsíců byl na stáži v Egyptě, následně nastoupil do Československého egyptologického ústavu, kde pracoval až do své smrti, v období 2000–2005 byl jeho ředitelem. Specializoval se na překlady staroegyptských literárních děl, do češtiny přeložil například Egyptskou knihu mrtvých nebo Ebersův papyrus. Mezi jeho zájmy patřila filatelie.
V letech 1993–1997 byl českým velvyslancem v Egyptě a Súdánu.

## Dílo
- Dávné písně lásky. [s.l.]: Československý spisovatel, 1982. 120 s.
- 77 zajímavostí ze starého Egypta. [s.l.]: Albatros, 1989. 265 s.
- Moudrost starého Egypta. [s.l.]: Knižní podnikatelský klub, 1992. 176 s. ISBN 80-85267-28-4.
- Pověsti a legendy faraónského Egypta. [s.l.]: Knižní podnikatelský klub, 1993. 99 s. ISBN 80-85267-62-4.
- VACHALA, Břetislav; VERNER, Miroslav; BAREŠ, Ladislav. Ilustrovaná encyklopedie starého Egypta. [s.l.]: Karolinum, 1997. 488 s. ISBN 80-7184-446-2.
- Mír na Nilu: první mírová smlouva a její pozadí. [s.l.]: Makropulos, 1997. 154 s. ISBN 80-86003-07-8.
- Staří Egypťané. [s.l.]: Libri, 2001. 239 s. ISBN 978-80-7277-472-2.
- VACHALA, Břetislav; BALÍK, Michael. Mastaba: objevování a rekonstrukce staroegyptské hrobky. [s.l.]: Grada, 2002. 136 s. ISBN 80-247-0070-0.
- Milostné písně starého Egypta. [s.l.]: Set Out, 2003. 94 s. ISBN 80-86277-35-6.
- Egypt. [s.l.]: Libri, 2003. 174 s. ISBN 80-7277-138-8.
- VACHALA, Břetislav; MALINA, Jaroslav. Panoráma biologické a sociokulturní antropologie : modulové učební texty pro studenty antropologie a "příbuzných" oborů. 27, Abúsír: Staroegyptské královské pohřebiště. [s.l.]: Nadace Universitas Masarykiana, 2005. ISBN 80-86258-61-0.
- VERNER, Miroslav; VACHALA, Břetislav; BAREŠ, Ladislav. Encyklopedie starověkého Egypta. [s.l.]: Libri, 2007. 527 s. ISBN 978-80-7277-306-0.
- Staroegyptská Kniha mrtvých. [s.l.]: Dokořán, 2009. 366 s. ISBN 978-80-7363-235-9.
- VACHALA, Břetislav; STROUHAL, Evžen; VYMAZALOVÁ, Hana. Lékařství starých Egypťanů I: staroegyptská chirurgie, péče o ženu a dítě. [s.l.]: Academia, 2010. 240 s. ISBN 978-80-200-1865-6.
- VACHALA, Břetislav; STROUHAL, Evžen; VYMAZALOVÁ, Hana. Lékařství starých Egypťanů. II, Vnitřní lékařství. [s.l.]: Academia, 2017. 376 s. ISBN 978-80-200-2689-7.

#### Rozhovory
- Procházka Chufuovou pyramidou (Český rozhlas Sever)
- Mojžíšův útěk z Egypta a egyptolog (Český rozhlas Sever - audio)
- Rozhovor s Břetislavem Vachalou v Dobrém ránu Archivováno 8. 4. 2008 na Wayback Machine.

#### Články
- Poslední odpočinek prvního egyptského kolaboranta (Vesmír)
- Abúsír: Staroegyptské královské pohřebiště (pdf - 118 stran)
- Egyptské hieroglyfy, Dar boha vědění a moudrosti (Vesmír, i pdf)[nedostupný zdroj]
- První obeplutí Afriky, Zapomenutá fénická plavba (Vesmír)[nedostupný zdroj]